# Euderus subopacus
Euderus subopacus är en stekelart som först beskrevs av Charles Joseph Gahan 1927.  Euderus subopacus ingår i släktet Euderus och familjen finglanssteklar. Inga underarter finns listade i Catalogue of Life.